# Kommuner i Litauen
Kommuner i Litauen er det andet niveau i den administrative inddeling af Litauen. Det første niveau består af de ti apskritys (litauisk: ental: apskritis, flertal: apskritys), som er underinddelt i 60 kommuner (litauisk: ental: savivaldybė, flertal: savivaldybės).
Der er tre typer af kommuner i Litauen: 
- Distriktskommuner (litauisk: rajono savivaldybė). Der er 43 distriktskommuner som næsten falder sammen med de distrikter, der eksisterede under den sovjetiske administration.
- Bykommuner (litauisk: miesto savivaldybė). Der er otte bykommuner. Seks af disse er baseret på de seks største byer i Litauen. Disse seks byer er også kommunesæde for de tilsvarende distriktskommuner. Bykommunerne dækker byområderne, mens distriktskommunerne dækker landdistrikterne. Palanga bykommune hedder sådan, på trods af at der ikke er et egentligt bycenter, men mere må opfattes som en gruppe af populære sommerhusområder ved Østersø-kysten.
- Ni kommuner, oprettet i 2000 med "Kommunereformloven"; de indeholder hverken "by" eller "distrikt" i navnet.

Næsten alle kommuner er opkaldt efter byen med det kommunale hovedsæde. Der er tre undtagelser: Klaipėda distriktskommune (kommunesæde Gargždai), Akmenė distriktskommune (kommunesæde Naujoji Akmenė) og Neringa kommune (kommunesæde Nida).
Kommunerne er igen opdelt i mere end 500 bydele (litauisk: ental: seniūnija, flertal: seniūnijos)

## Kort
Dette kort viser kommuner og apskritys i Litauen. Otte bykommuner og to kommuner er mærket med tal.
| 1. Vilnius bykommune 2. Kaunas bykommune 3. Klaipėda bykommune 4. Panevėžys bykommune 5. Šiauliai bykommune 6. Alytus bykommune 7. Birštonas kommune 8. Palanga bykommune 9. Visaginas bykommune 10. Neringa kommune |

## Liste
| #  | kommune                      | apskritis             | kommunesæde    | areal (km²) | areal (pos.) | bef. (2008) | bef. (pos.) | befolkningstæthed (2008) | befolkningstæthed (pos.) |
| -- | ---------------------------- | --------------------- | -------------- | ----------- | ------------ | ----------- | ----------- | ------------------------ | ------------------------ |
| 1  | Akmenė distriktskommune      | Šiauliai apskritis    | Naujoji Akmenė | 844         | 43           | 27.744      | 44          | 32,9                     | 27–28                    |
| 2  | Alytus bykommune             | Alytus apskritis      | Alytus         | 40          | 60           | 68.304      | 9           | 1.707,6                  | 4                        |
| 3  | Alytus distriktskommune      | Alytus apskritis      | Alytus         | 1.404       | 20           | 31.073      | 37          | 22,1                     | 46                       |
| 4  | Anykščiai distriktskommune   | Utena apskritis       | Anykščiai      | 1.765       | 6            | 32.137      | 36          | 18,2                     | 54                       |
| 5  | Birštonas kommune            | Kaunas apskritis      | Birštonas      | 124         | 53           | 5.261       | 59          | 42,4                     | 18                       |
| 6  | Biržai distriktskommune      | Panevėžys apskritis   | Biržai         | 1.476       | 16           | 33.011      | 34          | 22,4                     | 44                       |
| 7  | Druskininkai kommune         | Alytus apskritis      | Druskininkai   | 454         | 49           | 24.341      | 47          | 53,6                     | 13                       |
| 8  | Elektrėnai kommune           | Vilnius apskritis     | Elektrėnai     | 509         | 48           | 27.911      | 43          | 54,8                     | 11–12                    |
| 9  | Ignalina distriktskommune    | Utena apskritis       | Ignalina       | 1.447       | 18           | 20.147      | 52          | 13,9                     | 59                       |
| 10 | Jonava distriktskommune      | Kaunas apskritis      | Jonava         | 944         | 40           | 51.745      | 14          | 54,8                     | 11–12                    |
| 11 | Joniškis distriktskommune    | Šiauliai apskritis    | Joniškis       | 1.152       | 34           | 30.123      | 40          | 26,1                     | 36–38                    |
| 12 | Jurbarkas distriktskommune   | Tauragė apskritis     | Jurbarkas      | 1.507       | 13           | 35.158      | 32          | 23,3                     | 43                       |
| 13 | Kaišiadorys distriktskommune | Kaunas apskritis      | Kaišiadorys    | 1.087       | 36           | 35.905      | 31          | 33                       | 26                       |
| 14 | Kalvarija kommune            | Marijampolė apskritis | Kalvarija      | 441         | 50           | 13.407      | 56          | 30,4                     | 31                       |
| 15 | Kaunas bykommune             | Kaunas apskritis      | Kaunas         | 157         | 52           | 355.586     | 2           | 2.264,9                  | 2                        |
| 16 | Kaunas distriktskommune      | Kaunas apskritis      | Kaunas         | 1.496       | 14           | 86.701      | 7           | 58                       | 10                       |
| 17 | Kazlų Rūda kommune           | Marijampolė apskritis | Kazlų Rūda     | 555         | 46           | 14.497      | 55          | 26,1                     | 36–38                    |
| 18 | Kėdainiai distriktskommune   | Kaunas apskritis      | Kėdainiai      | 1.677       | 10           | 63.033      | 11          | 37,6                     | 24                       |
| 19 | Kelmė distriktskommune       | Šiauliai apskritis    | Kelmė          | 1.705       | 8            | 38.057      | 27          | 22,3                     | 45                       |
| 20 | Klaipėda bykommune           | Klaipėda apskritis    | Klaipėda       | 98          | 54           | 184.657     | 3           | 1.884,3                  | 3                        |
| 21 | Klaipėda distriktskommune    | Klaipėda apskritis    | Gargždai       | 1.336       | 23           | 50.617      | 16          | 37,9                     | 23                       |
| 22 | Kretinga distriktskommune    | Klaipėda apskritis    | Kretinga       | 989         | 39           | 45.835      | 22          | 46,3                     | 15                       |
| 23 | Kupiškis distriktskommune    | Panevėžys apskritis   | Kupiškis       | 1.080       | 37           | 23.118      | 50          | 21,4                     | 48                       |
| 24 | Lazdijai distriktskommune    | Alytus apskritis      | Lazdijai       | 1.309       | 26           | 24.823      | 46          | 19                       | 53                       |
| 25 | Marijampolė kommune          | Marijampolė apskritis | Marijampolė    | 755         | 44           | 68.973      | 8           | 91,4                     | 9                        |
| 26 | Mažeikiai distriktskommune   | Telšiai apskritis     | Mažeikiai      | 1.220       | 30           | 65.109      | 10          | 53,4                     | 14                       |
| 27 | Molėtai distriktskommune     | Utena apskritis       | Molėtai        | 1.367       | 22           | 23.187      | 49          | 17                       | 57                       |
| 28 | Neringa kommune              | Klaipėda apskritis    | Nida           | 90          | 55           | 3.371       | 60          | 37,5                     | 25                       |
| 29 | Pagėgiai kommune             | Tauragė apskritis     | Pagėgiai       | 537         | 47           | 11.399      | 57          | 21,2                     | 49                       |
| 30 | Pakruojis distriktskommune   | Šiauliai apskritis    | Pakruojis      | 1.316       | 25           | 27.432      | 45          | 20,8                     | 51                       |
| 31 | Palanga bykommune            | Klaipėda apskritis    | Palanga        | 79          | 57           | 17.620      | 54          | 223,0                    | 8                        |
| 32 | Panevėžys bykommune          | Panevėžys apskritis   | Panevėžys      | 50          | 59           | 113.653     | 5           | 2.273,1                  | 1                        |
| 33 | Panevėžys distriktskommune   | Panevėžys apskritis   | Panevėžys      | 2.179       | 2            | 42.986      | 24          | 19,7                     | 52                       |
| 34 | Pasvalys distriktskommune    | Panevėžys apskritis   | Pasvalys       | 1.289       | 27           | 32.530      | 35          | 25,2                     | 40–41                    |
| 35 | Plungė distriktskommune      | Telšiai apskritis     | Plungė         | 1.105       | 35           | 43.444      | 23          | 39,3                     | 19                       |
| 36 | Prienai distriktskommune     | Kaunas apskritis      | Prienai        | 1.031       | 38           | 33.580      | 33          | 32,6                     | 29                       |
| 37 | Radviliškis distriktskommune | Šiauliai apskritis    | Radviliškis    | 1.635       | 11           | 49.250      | 18          | 30,1                     | 32                       |
| 38 | Raseiniai distriktskommune   | Kaunas apskritis      | Raseiniai      | 1.573       | 12           | 41.895      | 25          | 26,6                     | 35                       |
| 39 | Rietavas kommune             | Telšiai apskritis     | Rietavas       | 586         | 45           | 10.085      | 58          | 17,2                     | 56                       |
| 40 | Rokiškis distriktskommune    | Panevėžys apskritis   | Rokiškis       | 1.807       | 4–5          | 38.937      | 26          | 21,5                     | 47                       |
| 41 | Skuodas distriktskommune     | Klaipėda apskritis    | Skuodas        | 911         | 41           | 23.783      | 48          | 26,1                     | 36–38                    |
| 42 | Šakiai distriktskommune      | Marijampolė apskritis | Šakiai         | 1.453       | 17           | 36.364      | 29          | 25                       | 42                       |
| 43 | Šalčininkai distriktskommune | Vilnius apskritis     | Šalčininkai    | 1.491       | 15           | 37.552      | 28          | 25,2                     | 40–41                    |
| 44 | Šiauliai bykommune           | Šiauliai apskritis    | Šiauliai       | 81          | 56           | 127.059     | 4           | 1.568,6                  | 5                        |
| 45 | Šiauliai distriktskommune    | Šiauliai apskritis    | Šiauliai       | 1.807       | 4–5          | 50.211      | 17          | 27,8                     | 34                       |
| 46 | Šilalė distriktskommune      | Tauragė apskritis     | Šilalė         | 1.188       | 32           | 30.131      | 39          | 25,4                     | 39                       |
| 47 | Šilutė distriktskommune      | Klaipėda apskritis    | Šilutė         | 1.706       | 7            | 52.960      | 13          | 31                       | 30                       |
| 48 | Širvintos distriktskommune   | Vilnius apskritis     | Širvintos      | 906         | 42           | 19.142      | 53          | 21,1                     | 50                       |
| 49 | Švenčionys distriktskommune  | Vilnius apskritis     | Švenčionys     | 1.692       | 9            | 30.678      | 38          | 18,1                     | 55                       |
| 50 | Tauragė distriktskommune     | Tauragė apskritis     | Tauragė        | 1.179       | 33           | 50.690      | 15          | 43                       | 17                       |
| 51 | Telšiai distriktskommune     | Telšiai apskritis     | Telšiai        | 1.439       | 19           | 54.745      | 12          | 38                       | 22                       |
| 52 | Trakai distriktskommune      | Vilnius apskritis     | Trakai         | 1.208       | 31           | 36.135      | 30          | 29,9                     | 33                       |
| 53 | Ukmergė distriktskommune     | Vilnius apskritis     | Ukmergė        | 1.395       | 21           | 45.868      | 21          | 32,9                     | 27–28                    |
| 54 | Utena distriktskommune       | Utena apskritis       | Utena          | 1.230       | 29           | 47.934      | 20          | 39                       | 20                       |
| 55 | Varėna distriktskommune      | Alytus apskritis      | Varėna         | 2.218       | 1            | 28.499      | 42          | 12,8                     | 60                       |
| 56 | Vilkaviškis distriktskommune | Marijampolė apskritis | Vilkaviškis    | 1.259       | 28           | 47.978      | 19          | 38,1                     | 21                       |
| 57 | Vilnius bykommune            | Vilnius apskritis     | Vilnius        | 401         | 51           | 555.733     | 1           | 1.385,9                  | 6                        |
| 58 | Vilnius distriktskommune     | Vilnius apskritis     | Vilnius        | 2.129       | 3            | 95.078      | 6           | 44,7                     | 16                       |
| 59 | Visaginas bykommune          | Utena apskritis       | Visaginas      | 58          | 58           | 28.582      | 41          | 492,8                    | 7                        |
| 60 | Zarasai distriktskommune     | Utena apskritis       | Zarasai        | 1.334       | 24           | 20.593      | 51          | 15,4                     | 58                       |

Savivaldybės er placeret i LAU 1 i de regionale statistikker i Den Europæiske Union, tilsvarende danske kommuner.